# Prăjești
Prăjești is een Roemeense gemeente in het district Bacău.
Prăjești telt 2617 inwoners.